# Deputati della XXI legislatura del Regno d'Italia
Questo elenco riporta i nomi dei deputati della XXI legislatura del Regno d'Italia.

## A
- Antonio Abbruzzese
- Giovanni Abignente
- Achille Afan de Rivera
- Antonio Aggio
- Gregorio Agnini
- Francesco Aguglia
- Guido Albertelli
- Pietro Albertoni
- Alessandro Albicini
- Giulio Alessio
- Gennaro Aliberti
- Carlo Altobelli
- Antonio Angiolini
- Lamberto Antolisei
- Ottavio Anzani
- Pietro Aprile Nicastro Hernandez Gravina
- Rinaldo Arconati
- Enrico Arlotta
- Bernardo Arnaboldi Gazzaniga
- Salvatore Avellone

## B
- Ottone Baccaredda
- Alfredo Baccelli
- Guido Baccelli
- Nicola Badaloni
- Nicola Balenzano
- Pietro Baragiola
- Nicola Barbato
- Domenico Barilari
- Felice Barnabei
- Alberto Barracco
- Salvatore Barzilai
- Gian Lorenzo Basetti
- Giovacchino Bastogi
- Augusto Battaglieri
- Angelo Battelli
- Agostino Berenini
- Eugenio Bergamasco
- Giuseppe Berio
- Pietro Bertarelli
- Alfredo Bertesi
- Michele Bertetti
- Antonio Bertoldi
- Pietro Bertolini
- Giovanni Bettolo
- Giuseppe Biancheri
- Emilio Bianchi
- Leonardo Bianchi
- Vincenzo Bianchini
- Cherubino Binelli
- Roberto Biscaretti di Ruffia
- Leonida Bissolati Bergamaschi
- Giuseppe Bonacossa
- Pietro Bonanno
- Massimo Bonardi
- Lelio Bonin Longare
- Gaetano Bonoris
- Alberto Borciani
- Camillo Borghese del Vivaro
- Giuseppe Borsani
- Luigi Borsarelli di Rifreddo
- Giovanni Battista Bosdari
- Paolo Boselli
- Luigi Maria Bossi
- Giovanni Bovi
- Giovanni Bovio
- Giuseppe Bracci Testasecca
- Ascanio Branca
- Girolamo Brandolin
- Enrico Brizzolesi
- Angelo Broccoli
- Gaetano Brunetti
- Attilio Brunialti
- Adolfo Brunicardi

## C
- Angiolo Cabrini
- Francesco Paolo Cacciapuoti
- Pasquale Calderoni Martini
- Clemente Caldesi
- Teobaldo Calissano
- Luigi Callaini
- Enrico Calleri
- Giacomo Calleri
- Gaetano Calvi
- Biagio Camagna
- Tommaso Cambray Digny
- Giovanni Camera
- Paolo Camerini
- Emilio Campi
- Antonio Campus Serra
- Alfredo Canevari
- Apelle Cantalamessa
- Guglielmo Cantarano
- Antonio Cao Pinna
- Luigi Capaldo
- Alfredo Capece Minutolo di Bugnano
- Gerardo Capece Minutolo di Bugnano
- Antonio Capoduro
- Michele Capozzi
- Vincenzo Cappelleri
- Raffaele Cappelli
- Umberto Caratti
- Enrico Carboni Boj
- Paolo Carcano
- Pietro Carmine
- Egildo Carugati
- Aniello Alberto Casale
- Paolo Casciani
- Carlo Castelbarco Albani
- Baldassarre Castiglioni
- Alberto Castoldi
- Carlo Catanzaro
- Carlo Cavagnari
- Giovanni Celesia di Vegliasco
- Angelo Celli
- Lodovico Ceriana Mayneri
- Giovanni Cerri
- Giuseppe Cerulli Irelli
- Ferdinando Cesaroni
- Alfredo Chiappero
- Felice Chiapusso
- Giulio Chiarugi
- Pietro Chiesa
- Gustavo Chiesi
- Pietro Chimienti
- Bruno Chimirri
- Luigi Chinaglia
- Anselmo Ciappi
- Ettore Ciccotti
- Camillo Cimati
- Edoardo Cimorelli
- Vittorio Cipelli
- Benedetto Cirmeni
- Antonio Civelli
- Francesco Cocco Ortu
- Federico Cocuzza
- Alfredo Codacci Pisanelli
- Girolamo Coffari
- Napoleone Colajanni
- Girolamo Colombo Quattrofrati
- Luciano Colonna
- Gaspare Colosimo
- Gian Matteo Colucci
- Ubaldo Comandini
- Gennaro Compagna
- Carlo Compans de Brichanteau
- Luigi Contarini
- Michele Coppino
- Giuseppe Cornalba
- Enrico Corrado
- Filippo Corsi
- Giacomo Cortese
- Rolando Costa Zenoglio
- Andrea Costa
- Vittorio Cottafavi
- Luigi Credaro
- Silvio Crespi
- Francesco Crispi
- Giovanni Curioni
- Giacomino Curreno di Santa Maddalena
- Giuseppe Cuzzi

## D
- Nicola d'Alife Gaetani
- Giuseppe D'Andrea
- Luchino Dal Verme
- Vincenzo Damasco
- Edoardo Daneo
- Gian Carlo Daneo
- Gualtiero Danieli
- Mansueto De Amicis
- Luigi De Andreis
- Carlo Vittorio Fernando De Asarta
- Vito De Bellis
- Vincenzo De Bernardis
- Raffaele de Cesare
- Malachia De Cristoforis
- Giuseppe de Felice Giuffrida
- Michele De Gaglia
- Amerigo De Gennaro Ferrigni
- Annibale De Giacomo
- Pietro De Giorgio
- Ippolito Onorio De Luca
- Paolo Anania De Luca
- Errico De Marinis
- Giacomo De Martino
- Domenico De Michele Ferrantelli
- Giuseppe De Nava
- Vito Nicolò De Nicolò
- Prospero De Nobili Di Vezzano
- Fedele De Novellis
- Vincenzo De Prisco
- Michele De Renzis
- Giuseppe De Riseis
- Luigi De Riseis
- Luigi De Seta
- Antonio De Viti De Marco
- Carlo del Balzo
- Girolamo Del Balzo
- Carlo Dell'Acqua
- Giovanni Della Rocca
- Emanuele Di Bagnasco Coardi
- Ernesto Di Broglio
- Giuseppe Di Canneto (Gironda)
- Matteo Di Lorenzo Raeli
- Giovanni Battista Di Lorenzo
- Federico Di Palma
- Alessandro Di Rovasenda
- Antonio Di Rudinì (Starrabba)
- Carlo Di Rudinì (Starrabba)
- Gennaro Di San Donato (Sambiase San Severino)
- Antonino Paternò Castello di San Giuliano
- Ugo di Sant'Onofrio del Castillo
- Giuseppe Di Stefano Napolitani
- Giuseppe Di Terranova Pignatelli
- Vito Nicola Di Tullio De Nicolò
- Luigi Diligenti
- Edoardo Donadio
- Carlo Donati
- Marco Donati
- Cesare Donnaperna
- Ugo Dozzio

## E
- Adolfo Engel

## F
- Carlo Fabri
- Luigi Facta
- Alfredo Falcioni
- Gaetano Falconi
- Nicola Falconi
- Paolo Falletti Di Villafalletto
- Cesare Fani
- Francesco Faranda
- Paolo Alfonso Farinet
- Francesco Farinet
- Giuseppe Fasce
- Giacomo Fazio
- Vito Fazzi
- Francesco Fede
- Bortolo Federici
- Maggiorino Ferraris
- Napoleone Ferraris
- Cesare Ferrero di Cambiano
- Enrico Ferri
- Massimo Fiamberti
- Ignazio Filì Astolfone
- Giovanni Finardi
- Camillo Finocchiaro Aprile
- Lucio Finocchiaro
- Filippo Florena
- Alessandro Fortis
- Giustino Fortunato
- Domenico Fracassi di Torre Rossano
- Antonio Fradeletto
- Leopoldo Franchetti
- Giovanni Francica Nava
- Giacinto Frascara
- Giuseppe Frascara
- Gustavo Freschi
- Secondo Frola
- Lodovico Fulci
- Nicolò Fulci
- Santi Furnari
- Augusto Fusani
- Alfonso Fusco
- Ludovico Fusco
- Guido Fusinato

## G
- Luigi Gaetani di Laurenzana
- Tancredi Galimberti
- Arturo Galletti Di Cadilhac
- Carlo Gallini
- Roberto Galli
- Nicolò Gallo
- Enrico Galluppi
- Filippo Garavetti
- Girolamo Gatti
- Bortolo Gattoni
- Federico Gattorno
- Lodovico Gavazzi
- Gustavo Gavotti
- Eutimio Ghigi
- Vittorio Giaccone
- Bartolomeo Gianolio
- Emanuele Gianturco
- Stefano Giliberti
- Piero Ginori Conti
- Giovanni Giolitti
- Giuseppe Giordano Apostoli
- Edoardo Giovanelli
- Francesco Girardi
- Giuseppe Girardini
- Gaetano Giuliani
- Leopoldo Giunti
- Girolamo Giusso
- Giuseppe Goglio
- Carlo Gorio
- Giuseppe Grassi Voces
- Pasquale Grippo
- Federigo Grossi
- Alberto Gualtieri
- Cornelio Guerci
- Francesco Guicciardini
- Gaspare Gussoni

## I
- Matteo Renato Imbriani Poerio
- Cesare Imperiale Di Sant'Angelo
- Luigi Indelli

## J
- Antonio Jatta

## L
- Pietro Lacava
- Primo Lagasi
- Ignazio Lampiasi
- Lando Landucci
- Pietro Lanza di Scalea
- Pietro Lanza di Trabia
- Giuseppe Laudisi
- Giuseppe Lazzaro
- Pietro Leali
- Silvano Lemmi
- Giuseppe Leone
- Raffaele Leonetti
- Pasquale Libertini Gravina di San Marco
- Gesualdo Libertini Pluchinotta
- Giuseppe Licata
- Francesco Lo Re
- Vincenzo Edoardo Lojodice
- Vittorio Lollini
- Francesco Lovito
- Piero Lucca
- Angelo Lucchini
- Luigi Lucchini
- Annibale Lucernari
- Alfonso Lucifero
- Pietro Luporini
- Luigi Luzzatti
- Arturo Luzzatto
- Riccardo Luzzatto

## M
- Ferruccio Macola
- Giovan Battista Magnaghi
- Federico Maironi
- Luigi Majno
- Angelo Majorana Calatabiano
- Nerio Malvezzi de' Medici
- Luigi Mangiagalli
- Camillo Mango
- Gennaro Manna
- Giuseppe Mantica
- Renato Manzato
- Emilio Maraini
- Fortunato Marazzi
- Giuseppe Marchesano
- Giuseppe Marcora
- Eugenio Maresca
- Luigi Marescalchi Gravina
- Alfonso Marescalchi
- Antonio Marinuzzi
- Ruggero Mariotti
- Ignazio Marsengo Bastia
- Ferdinando Martini
- Vittor Ezio Marzocchini
- Vittorio Emanuele Marzotto
- Giuseppe Mascia
- Pasquale Masciantonio
- Giovanni Massa
- Fausto Massimini
- Francesco Paolo Materi
- Francesco Matteucci
- Ruggiero Maurigi Di Castel Maurigi
- Tommaso Mauro
- Eugenio Maury di Morancez
- Pilade Mazza
- Michele Mazzella
- Matteo Mazziotti
- Francesco Meardi
- Francesco Medici
- Isidoro Mel
- Elio Melli
- Paolo Menafoglio
- Cesare Merci
- Luigi Merello
- Giovanni Mestica
- Guido Mezzacapo
- Camillo Mezzanotte
- Edoardo Miaglia
- Ruggero Alfredo Micheli
- Marco Miniscalchi Erizzo
- Roberto Mirabelli
- Pietro Mirto Seggio
- Pompeo Gherardo Molmenti
- Francesco Montagna
- Luigi Montemartini
- Stanislao Monti Guarnieri
- Gustavo Monti
- Luigi Morandi
- Gian Giacomo Morando (Dè Rizzoni Bolognini)
- Gismondo Morelli Gualtierotti
- Oddino Morgari
- Elio Morpurgo
- Pasquale Murmura

## N
- Nunzio Nasi
- Edoardo Negri de Salvi
- Ippolito Niccolini
- Pietro Nocito
- Quirino Nofri
- Giovanni Noè
- Domenico Nuvoloni

## O
- Erminio Olivieri
- Vittorio Emanuele Orlando
- Francesco Orsini Baroni
- Edoardo Ottavi

## P
- Roberto Paganini
- Francesco Pais Serra
- Giacomo Pala
- Michele Palatini
- Romualdo Palberti
- Giuseppe Palumbo
- Pietro Pansini
- Maffeo Pantaleoni
- Edoardo Pantano
- Enrico Panzacchi
- Angelo Papadopoli
- Antonino Parlapiano
- Alessandro Pascolato
- Alceo Pastore
- Luigi Bernardo Patrizi
- Angelo Pavia
- Giuseppe Pavoncelli
- Antonio Pellegrini
- Raffaele Pelle
- Oreste Pennati
- Raffaele Perla
- Onofrio Perrotta Fiamingo
- Luciano Personè
- Giuseppe Pescetti
- Enrico Pessano
- Silvestro Picardi
- Giovanni Piccini
- Vincenzo Piccolo Cupani
- Rodolfo Pierotti
- Emilio Pinchia
- Enrico Pini
- Giuseppe Pinna
- Felice Piovene
- Vincenzo Pipitone
- Francesco Pistoja
- Carlo Antonio Pivano
- Edoardo Pizzorni
- Pasquale Placido
- Luigi Podestà
- Giuseppe Poggi
- Giovanni Poli
- Guido Pompilj
- Italo Pozzato
- Domenico Pozzi
- Marco Pozzo
- Camillo Prampolini
- Giulio Prinetti di Merate
- Giuseppe Alberto Pugliese
- Leopoldo Pullè

## Q
- Angelo Quintieri
- Giovanni Quistini

## R
- Domenico Raccuini
- Ercole Radice
- Edilio Raggio
- Roberto Rampoldi
- Luigi Rava
- Eugenio Rebaudengo
- Ferdinando Resta Pallavicino
- Vincenzo Riccio
- Paolo Ricci
- Carlo Ridolfi
- Rinaldo Rigola
- Rodolfo Rispoli
- Evangelista Rizza
- Carlo Rizzetti
- Corrado Rizzone Tedeschi
- Valentino Rizzo
- Fermo Rocca
- Marco Rocco
- Leone Romanin Jacur
- Adelelmo Romano
- Giuseppe Romano
- Scipione Ronchetti
- Dino Rondani
- Giovanni Rosadi
- Pietro Rosano
- Francesco Roselli
- Enrico Rossi Di Montelera
- Teofilo Rossi Di Montelera
- Giulio Rubini
- Ferdinando Ruffo
- Guglielmo Ruffoni
- Romolo Ruspoli

## S
- Ettore Sacchi
- Giuseppe Sacconi
- Antonio Salandra
- Carlo Sanseverino
- Giuseppe Sanarelli
- Giacomo Sanfilippo
- Severino Sani
- Felice Santini
- Vincenzo Saporito
- Antonio Sapuppo Asmundo
- Enrico Scalini
- Augusto Scaramella Manetti
- Carlo Schanzer
- Domenico Sciacca Della Scala
- Andrea Scotti
- Luciano Serra
- Umberto Serristori Tozzoni
- Giovanni Severi
- Adelmo Sichel
- Cesare Sili
- Cesare Silva
- Giulio Silvestri
- Luigi Simeoni
- Tito Sinibaldi
- Luigi Siotto
- Ettore Socci
- Andrea Sola Cabiati
- Giovanni Maria Solinas Apostoli
- Gerolamo Sommi Picenardi
- Sidney Costantino Sonnino
- Ugo Sorani
- Pietro Sormani
- Enrico Soulier
- Nicola Spada
- Orazio Spagnoletti
- Beniamino Spirito
- Francesco Spirito
- Baldassarre Squitti
- Natale Staglianò
- Enrico Stelluti Scala
- Bonaldo Stringher
- Gianforte Suardi

## T
- Roberto Talamo
- Nicola Tamburrini
- Giuseppe Targioni
- Paolo Taroni
- Sebastiano Tecchio
- Francesco Tedesco
- Antonio Teso
- Ignazio Testasecca
- Torello Ticci
- Domenico Tinozzi
- Guido Tizzoni
- Antonio Giovanni Toaldi
- Mario Todeschini
- Leopoldo Torlonia
- Rinaldo Tornielli di Borgo Lavezzaro
- Michele Torraca
- Filippo Torrigiani Guadagni
- Gian Tommaso Tozzi
- Domenico Tripepi
- Francesco Tripepi
- Filippo Turati
- Giorgio Turbiglio
- Mauro Turrisi

## U
- Errico Ungaro

## V
- Paolo Vagliasindi Del Castello
- Domenico Valeri
- Gregorio Valle
- Eugenio Valli
- Antonio Vallone
- Savino Varazzani
- Gino Vendemini
- Francesco Vendramini
- Gabriele Veneziale
- Eugenio Ventura
- Silvio Venturi
- Achille Vetroni
- Antonio Vicini
- Augusto Vienna
- Annibale Vigna
- Tommaso Villa
- Nicola Vischi
- Achille Visocchi
- Tommaso Vitale
- Roberto Vollaro De Lieto

## W
- Giuseppe Weil Weiss
- Leone Wollemborg

## Z
- Egisto Zabeo
- Giuseppe Zanardelli
- Giovanni Zannoni
- Michele Zella Milillo
- Domenico Zeppa
- Adolfo Zerboglio